# Le Ministère du Bonheur suprême
 (novembre 2018).
- Si vous ne connaissez pas le sujet, laissez ce bandeau (vous pouvez alors contacter les auteurs).
- Si vous supprimez le contenu mis en cause (vous pouvez préalablement contacter les auteurs),

argumentez précisément cette suppression dans la page de discussion
(un manque de référence n'est pas un argument ; une recherche réelle de référence doit avoir été effectuée, être formellement documentée).
Le Ministère du Bonheur suprême est un roman de l'auteure indienne Arundhati Roy, publié en 2017, traduit et édité en français en 2018.

## Chapitrage
1. Où les vieux oiseaux vont-ils mourir ? (p. 15-18)
2. La Khwabgah (p. 19-122)
3. La Nativité (p. 123-158)
4. Docteur Azad Bhartiya (p. 159-169)
5. La Chasse au trésor (p. 170-174)
6. Questions à venir (p. 175-178)
7. Le Propriétaire (p. 179-262)
8. La Locataire (p. 263-374)
9. La mort prématurée de Miss Jebeen Ire (p. 375-476)
10. Le Ministère du Bonheur Suprême (p. 477-512)
11. Le Propriétaire (p. 513-520)
12. Guih Kyom (p. 521-525)

## Contexte
L'action se déroule principalement sur un quart de siècle, entre 1990 et 2015, en Inde, à Delhi, en vallée du Cachemire (Srinagar), un peu au Gujarat, en Haryana et en Andhra Pradesh.
Le contexte social, politique, culturel relève essentiellement de l'Inde, même si des événements extérieurs interfèrent parfois, comme les attentats du 11 septembre 2001. On y parle surtout ourdou et hindi.
Le roman aborde, sans complaisance, au plus près des personnages, des problématiques, sur lesquelles l'auteure s'est engagée par ailleurs :
- Transidentité, intersexuation, hijra,
- Castes en Inde, Adivasis, Intouchables,
- Islamophobie, massacre des musulmans (dont sont victimes certains personnages importants des premiers chapitres).
- expulsion des pauvres du centre de Delhi (bidonvilles, squats), les frais du Progrès, le Jour du Miracle Universel,
- Conflits intercommunautaires en Inde,
- Conflit du Cachemire, Abus des droits humains au Cachemire (en), manifestations, soulèvements, disparitions, interrogatoires, exactions, groupuscules, manipulations,
  - Intelligence Bureau (Inde) (en), services spéciaux de l'Armée indienne,
- Rébellion naxalite en Andhra Pradesh (chapitre 10), expropriation,
- et plus généralement la politique en Inde, avec La Prairie Heureuse, Le Lapin Piégé, Gujarat ka Lalla et quelques autres politiciens (Gouverment corrompu),
- et la culture contemporaine en Inde du nord.

## Personnages principaux
- Anjum
  - son père, Mulaqat Ali (sa sœur Begum Zeenat Kauser, Zakin Mian, Mr D. D. Gupta),
  - sa mère, Jahanara Begum,
  - Ahlam Baji,
  - Kulsoom Bi,
  - Ustad Hameed Khan,
  - Zainab, née en 1996,
  - Miss Jebeen II, abandonnée et récupérée à 3 ans,
- Saddam Hussain, alias Dayachand, chamar, et son cheval,
- Dr Azad Bharatiya,
- Saeeda,
- imam Ziauddin,
- S. Tillotama, fille de Mariyam Ipe (morte en 2009, (p. 267),
- Nagaraj Hariharan
- Biplab Dasgupta, alias Garson Hobert,
  - son épouse Chitra(poora), leurs filles Rabia (17 ans) et Ania (15 ans),
- Musa Yeswi, alias Commandant Gulrez, et son double Gul-kak,
  - Begum Arifa Yeswi, et leur fille, Miss Jebeen I, décédées,
  - Jalib Qadri,
- Major Amrik Singh,
  - Loveleen Singh, ACP Pinky Sodhi, Balbir Singh Sodlir,
- Camarade Revathy, mère de Udaya, alias Miss Jebeen II

## Intrigue
Aftab, né (vers 1955-1960) garçon selon l'accoucheuse, se révèle le lendemain intersexe (hijra ou kinnar). Sa mère et son père, soigneur par les plantes (phytothérapeute ayurveda sans doute, ou tradipraticien), et amoureux de poésie persane, l'éduquent avec amour. Mais Aftab aspire à devenir femme, évite l'école, suit des cours de musique, et se met à fréquenter, dans le Vieux Delhi, quartier de Shâh Jahân, la Khwabgah, la Maison des Rêves (p. 33) : Bombay Silk, Bulbul, Razia, Heera, Baby, Nimmo, Mary, Gudiya, Kulsoom Bi, et autres hijras. Après une opération, elle devient femme, sous le nom d'Anjum, vers 1980.
Dans son désir de devenir mère, elle recueille malgré elle, en 1999, la petite Zainab, 3 ans, souris-en-hijab, abandonnée à l'entrée de la grande mosquée voisine. Comme Zainab est souvent malade, Anjum se laisse persuader de se rendre, accompagnée de Zakir Mian, au dargah de Hazrat Gharib Nawaz, alias Moinuddin Chishti (en), à Ajmer (Rajasthan) (Ajmer Sharif Dargah (en)). Ils sont pris dans les dommages collatéraux des attentats du 11 septembre 2001, des violences au Gujarat en 2002.
Elle finit par être retrouvée et ramenée, psychiquement détruite, à la Khwabgah, où on se charge de la reconstruire. Par précaution, elle enseigne à Zainab le Gāyatrī mantra, sans rien y comprendre. Zainab se déguise en garçon, Mahdi (p. 67), et Anjum s'en réjouit. La maîtresse Usatd Kulsoom Bi est obligée d'intervenir.
« La Khwabgah avait été nommée ainsi parce que c'était un lieu où des personnes spéciales, bénies, étaient venues, porteuses de leurs rêves irréalisables dans la Duniya. À la Khwabgah, les Saintes Âmes prisonnières de corps inadéquats étaient libérées. »
— p. 73
« Obliger une petite fille à vivre en garçon contre son gré, même pour assurer sa sécurité, équivaut à l'incarcérer et non à la libérer. Il est hors de question que cela se produise à la Kwabgah. »
— p. 74
À 46 ans (p. 45), seule, Anjum quitte la Khwabagh, pour s'établir dans un modeste cimetière, sur la tombe de son père et le caveau de Begum Renata Mumtaz Madam, près de la tombe d'Ahlam Baji. Protégée, visitée, taxée, accompagnée, elle développe ce squat toléré, avec électricité (détournée de la morgue), télévision, et le transforme en Paradis (Jannat, p. 91), puis en Jannat Guest House, « plaque tournante de Hijra », avec même sacrifice (par Imran) du bélier offert par Nimmo.
Le jeune Saddam Hussain, employé nettoyeur de la morgue, et accessoirement dépeceur des hors-castes, renvoyé après un incident comme agent de sécurité en galerie de peinture (les yeux brûlés par le soleil), devient locataire d'Anjum, avec sa jument Payal, et se lance dans le commerce de médicament et de fers à cheval. Une première inhumation pousse à ouvrir un parloir funéraire et une agence de funérailles, avec service inter-religieux, réservée aux défunts refusés dans les autres cimetières. Le chein Biroo, ou Chien Alangui, complète la ménagerie du Séjour des Gens qui Tombent. Saddam finit par révéler à Anjum sa véritable histoire, son origine dans une caste de tanneurs de l'Haryana, dont la famille a été massacrée en 2002, dans les troubles hindous-musulmans, une nuit de Dussehra, après Ayodhya, et son désir de vengeance...
Le chapitre 3 (La Nativité) introduit de nouveaux personnages, lors d'une grande manifestation, près de Jantar Mantar (New Delhi) : le vieil homme bébé (en grève de la faim quais-permanente), Ishrat une Hijra très attirante, et une bébée abandonnée et presque aussitôt emportée (p. 158. Saddam, Ishrat et Payal poursuivent la personne responsable, mais se contentent de glisser une adresse pour la cas où...
Les chapitres 7 et 8 (Le propriétaire et La locataire) réorientent le récit sur le Cachemire, autour de quatre personnages qui se sont connus à l'École d'Architecture, ont fait du théâtre ensemble, se sont aimés, et continuent à se croiser, dix à quinze ans plus tard : Tilo, Naga (journaliste), Musa, Biplab, pris dans les événements de l'insurrection, la répression, la surenchère (nationaliste, séparatiste, religieuse).
Au chapitre 10, se déroulent les préparatifs du mariage de Saddam et de Zainab, (qui ont transformé le cimetière en arche de Noé pour animaux blessés), avec fête prénuptiale au grand centre commercial de La Frange (p. 492), hommages aux pères et mères défunts. Puis, Anjum reçoit une lettre posthume de la forêt de Bastar (District de Bastar), dans le Corridor rouge, d'une femme adivasi, de caste ou tribu défavorisée Settibalija (en), combattante du Parti communiste d'Inde (maoïste), se déclarant mère de la petite Udaya, abandonnée par force le jour de la grande manifestation.
Désormais, tous les fils de la trame sont réunis. Et Miss Udaya Jebeen peut espérer...

## Réception
- The Hindu Literary Prize (en) (2017) (liste courte)
- Prix Booker (fiction 2017) (liste longue)
- National Book Critics Circle Award (finaliste)
- Prix Bruno Kreisky pour le livre politique (de) (2017)

La critique française paraît plus réservée,, sur ce roman fascinant, picaresque, rafraîchissant, terrifiant, autant optimiste que pessimiste, dans ce qu'il réunit l'appétit de vivre (ensemble) de tant de minorités déconsidérées, l'envie de vivre d'individus intégrés dans toutes leurs appartenances, sans barrières.
Les traductions en ourdou et en hindi sont attendues.

## Éditions
- Arundhati Roy (trad. de l'anglais par Irène Margit), Le Ministère du Bonheur Suprême : roman [« The Ministry of Utmost Happiness »], Paris, Gallimard, 2018, 535 p. (ISBN 978-2-07-272732-0)